# Proprio
Il proprio (latino proprium) è l'insieme delle parti della messa (Proprium missae) e della liturgia delle ore (Proprium officii) della Chiesa cattolica, il cui testo varia secondo i periodi dell'anno liturgico o della commemorazione di un santo o di un evento significativo. 

Il termine si usa in contrapposizione a ordinario che è l'insieme delle parti della liturgia il cui testo rimane costante o comunque non subisce modifiche in base alla data.
Le parti del proprio sono dette anche parti mobili, proprio perché cambiano a seconda della celebrazione e conferiscono alla celebrazione e ai tempi liturgici di cui fanno parte una qualità particolare ed una caratteristica unica.
I canti del proprium sono la parte più autentica ed originale del repertorio gregoriano. 

In essi si distinguono i canti della Schola:
- Introito
- Sequenza
- Offertorio
- Communio

dai canti riservati al solista:
- Graduale
- Alleluia
- Tratto.

Nel canto gregoriano autentico i canti del proprium detenevano la supremazia. Con l'avvento della polifonia si è creato uno squilibrio a favore dell'ordinarium. Anche attualmente, in una prassi oramai consolidata, comporre una Messa significa comporre solo le parti fisse dell'ordinario: il Kyrie, il Gloria, raramente il Credo, il Sanctus e l'Agnus Dei.
I canti del proprium erano raccolti nel libro liturgico detto Graduale; recentemente vi vengono raccolti anche i canti dell'ordinario, che anticamente venivano raccolti in un libro chiamato Kyriale.

I canti riservati al solista erano raccolti nel Cantatorium, che conteneva anche gli incipit degli altri canti.